# Сундман, Пер Улоф
Пер Улоф Сундман (4 сентября 1922, Ваксхольм, Стокгольмский лен — 9 октября 1992, Стокгольм) — шведский писатель, политик (Партия Центра) и член Шведской Академии.

## Общие сведения
Как писатель Пер Улоф Сундман известен как в Швеции, так и за её пределами, и даже в какой-то период являлся самым переводимым из шведских писателей. Среди его наград значатся Литературная премия Северного Совета и Большая премия Общества поддержки литературы за роман. В 1975 году он был выбран членом Шведской Академии, заняв место под номером 6. Сундман был членом ландстинга (местного совета) от Партии Центра в Стокгольмском лене и членом городского муниципалитета в Ваксхольме в 1967-1969 гг. Он был членом Риксдага от Партии Центра в 1969-80 гг. от избирательного округа Стокгольмкого лена.

## Биография
Пер Улоф Сундман родился 4 сентября 1922 года в Ваксхольме. Отец будущего писателя, бывший оптовым торговцем, умер, когда Сундману не исполнилось ещё и двух лет. В 1924 году он, вместе с матерью и сестрой, переезжает к брату матери, Улофу Ф. Русмарку в Отвидаберг. Русмарк впоследствии стал главой Шведского Государственного Союза Потребителей Нефти (крупной кооперативной компании, специализирующейся на производстве и продаже нефтепродуктов). Пер Улоф впоследствии вспоминал о том, как вместе с дядей ездил по стране, посещая местные отделения этой компании. После одного из таких путешествий он полюбил горы и просторы Норрланда (что вдохновило Сундмана совершить вместе с другом в 1939 году велосипедную поездку через Норрланд и Северную Норвегию к Северному Ледовитому океану и Киркенесу).
В 1929 году семья переехала в Стокгольм, где шестилетний Пер Улоф пошёл в начальную, а потом и среднюю школу. Учёба не давалась ему, поскольку он мало уделял ей внимания. Смена нескольких школ не дала особого результата, и, в результате, Сундман бросил учёбу, так и не сдав выпускной экзамен. Он бросил школу и сбежал из дому, оказавшись в Финляндии и попытавшись записаться в Шведский добровольческий батальон, принимавший участие во Второй Мировой войне в 1941 году в районе Ханко на стороне финнов. В это время он был ещё несовершеннолетним, так что его опекун позволил властям отослать его обратно домой. Вскоре после этого Сундман был призван на военную службу, которую он провёл как журналист на военно-морском флоте.
В ноябре 1945 года он оставил Стокгольм и уехал на дикий север Швеции, где работал короткое время как наёмный работник с местными поселенцами и саамами. Он снимает маленькое, просто сделанное жилище без воды или электричества. Здесь Сундман приобрёл свою первую пишущую машинку. В августе 1946 года, в связи со смертью дяди, Сундман возвращается в Стокгольм и какое-то время работает офисным работником, хотя стремление к жизни на севере остаётся по-прежнему. Между 1949 и 1963 годами Сундман содержал пансионат в северных горах в деревеньке Ёрмлиен в коммуне Фруствикен в самой северной части Емтланда. Он даже какое-то время принимал участие в местной политике, прежде чем вернуться обратно в Ваксхольм и потом окончательно осесть в районе Кунгсхольмен в Стокгольме.

## Семья
Сундман был дважды женат. В 1948 году начались отношения с Уллой Бритт Сундиан, от которой у него было два сына — Сверре и Даг. В 1975 году он женился на Анне Карин Сундман, дочери известного исследователя рунической письменности Свена Янссона. В этом браке родились два сына — Бьёрн и Юар.

## Литературные работы
Сундман дебютировал в возрасте 35 лет со сборником рассказов Jägarna (1957) («Охотники»). В них действие происходит в горном посёлке на севере, где происходят конфликтные ситуации. В 60-е гг. Сундман был довольно известным прозаиком как внутри Швеции так и за рубежом, в том числе благодаря таким работам как в роман Skytten (1960) («Стрелок»), про муниципального работника, убившего человека во время охоты на лосей, Expeditionen (1962) («Экспедиция») и «Полёт инженера Андре» (1967) (Ingenjör Andrées luftfärd). В романе Expeditionen Сундман оставляет северные реалии. Здесь он описывает экспедицию Генри Стэнли в 1886—1889 гг. С целью спасения Эмина-пашы. Роман не следует шаг за шагом за Стэнли, вместо этого Сундман использует аутентичный материал для создания целиком выдуманной истории.
По словам самого Сундмана, его «всегда тянуло к северным дорогам». В 1980 году он принял участие в шведской арктической экспедиции на борту ледокола «Ymer». Впечатления от этого путешествия описаны в книге Ishav (1982) («Полярное море»). Он также написал две книги репортажей с Лофотенских островов у западного побережья Норвегии, Människor vid hav (фотографии Ингве Баума, 1966 год) («Люди у моря») и Lofoten, sommar (1973 год) («Лофотенские острова, лето»). Большой интерес, который Сундман испытывал к исландским сагам нашёл своё выражение в его последнем романе Berättelsen om Såm (1977) («Повесть о Соме»), где Сага о Храфнкеле является основой для рассказа о современной жизни в Исландии, месте, которое Сундман часто посещал на протяжении своей жизни.
«Полёт инженера Андре» является самым примечательным романом Сундмана. Он описывает экспедицию Саломона Августа Андре к Северному полюсу на воздушном шаре Орёл в 1897 году. Сундман в течение многих лет исследовал документы, касающиеся этого путешествия, и, в результате, смог воссоздать историю почти с документальной точностью. Известная шведская писательница Биргитта Тротциг описывает эту книгу как «…великолепную и насыщенную книгу об иллюзиях и самообмане, в конечном итоге ведущих к смерти — описание, где внешнее, внутреннее, история отдельных личностей и переплетение их действия виртуозно сплавлены вместе». Роман получил Литературную премию Северного совета и был экранизован известным шведским режиссёром Яном Труэлем в 1982 году. Фильм был номинирован на Оскар и получил приз Венецианского кинофестиваля.
Сундман на протяжении многих лет работал над книгой об Альфреде Нобеле, которая однако так никогда и не была издана.

## Техника повествования
Обстановка в повествовании Сундмана часто несёт отпечаток природы Северного Емтланда, где он жил после 1949 года. Его сдержанную, сжатую, чёткую манеру повествования иногда сравнивают со стилем Эрнеста Хэмингуэя и исландских саг (роман Сундмана Berättelsen om Såm (1977) является переносом исландской саги 10 века о Храфнкеле Фрейсгоде в современное исландское общество) и указывают на очевидную схожесть с французским движением «Новый роман». В эссе «Kommentarer kring en teknik» («Комментарии о моей технике повествования»), опубликованном в журнале Bonniers Litterära Magasin в 1963 году, Сундман так описывает свой стиль повествования: «Основа моей техники лишь такова: я позволяю повествованию описывать только внешнюю сторону событий, я не использую психологические конструкции, позволяющие показывать происходящее во внутреннем мире людей, которых я описываю. Этот ограниченный подход естественнен для меня.»

## На русском языке
«Полёт инженера Андре» был опубликован в русском переводе по частям в журнале «Вокруг Света» за 1971 год в переводе Л. Жданова (Пер Улуф Сюндман, «Полёт инденера Андре»).
Фильм по книге шёл в прокате в русском дубляже под названием «Полёт „Орла“». Фильм по книге Jägarna в русском дубляже имеет название «Преследователи».